# Dilaropsis ornata
Dilaropsis ornata là một loài côn trùng trong họ Ricaniidae thuộc bộ Homoptera. Loài này được Cockerell miêu tả năm 1920.